# Twentynine Palms
Twentynine Palms é uma cidade localizada no estado americano da Califórnia, no condado de San Bernardino. Foi incorporada em 23 de novembro de 1987.

## Geografia
De acordo com o United States Census Bureau, a cidade tem uma área de 153,2 km², onde todos os 153,2 km² estão cobertos por terra.

### Localidades na vizinhança
O diagrama seguinte representa as localidades num raio de 48 km ao redor de Twentynine Palms.

## Demografia
Segundo o censo nacional de 2010, a sua população é de 25 048 habitantes e sua densidade populacional é de 163,53 hab/km². Possui 9 431 residências, que resulta em uma densidade de 61,57 residências/km².